# 塔瓦内拉拉伦加
塔瓦内拉拉伦加，是西班牙卡斯蒂利亚-莱昂塞戈维亚省的一个市镇。 总面积13平方公里，总人口65人（2001年），人口密度5人/平方公里。